# 硫酸マグネシウム
硫酸マグネシウム（りゅうさんマグネシウム、英: magnesium sulfate）は化学式 MgSO4 で表される硫酸とマグネシウムの塩。硫酸塩マグネシウム、エプソム塩（エプソムソルト）とも呼ばれる。7水和物は無色粉末で、70 °C で1水和物、200 °C で無水物となり、1124 °C で分解する。水に易溶、エタノールに微溶。無水物は吸湿性のある白色結晶性粉末で、水分と反応し発熱する。融点1185 °C 。

## 用途
温泉の一形態である硫酸塩泉に、硫酸ナトリウムとともに含まれている。市販されている多くの入浴剤の有効成分は硫酸マグネシウムと炭酸水素ナトリウムである。硫酸マグネシウムには体を温める温浴効果があるので、冬用のものに特に多く配合されている。豆腐の凝固剤として使われているにがりにも少量含まれている。天日干しで製造される塩にも含まれており、精製塩にはない独特の風味を醸す一要素となっている。
また医薬品として、便秘症、胆石症、低マグネシウム血症、子癇、頻脈性不整脈に対して用いられる。

## 天然での存在
天然では主に7水和物として存在し、鉱物としては英: Epsomite（和名では瀉利塩、あるいは英名をそのままエプソマイトと呼ぶ）、薬品としては硫苦と呼ばれる。他に6水和物のヘキサハイドライトや、より珍しいほかの水和物も存在する。